# Passeig del Canadell
El Passeig del Canadell és un carrer de Calella de Palafrugell (Baix Empordà) inclòs a l'Inventari del Patrimoni Arquitectònic de Catalunya.

## Història
El barri d'estiueig del Canadell es va formar a partir del darrer quart del segle xix al costat de la platja del mateix nom. Es conserva encara el caràcter i l'harmonia arquitectònica del conjunt, principalment del passeig del Canadell, situat davant del mar.

## Descripció
El passeig està situat al costat de la platja del mateix nom, a un nivell més elevat, destinat en la seva part inferior a allotjar les barques en petits magatzems. Els edificis, situats a una banda del passeig i encarats a mar, ofereixen una interessant mostra de diverses tipologies de cases d'estiueig, principalment del segle xix. Cal remarcar que en aquest passeig conviuen harmònicament grans casals d'estils històrics amb petits habitatges de caràcter més popular.